# James Thompson (Jurist)

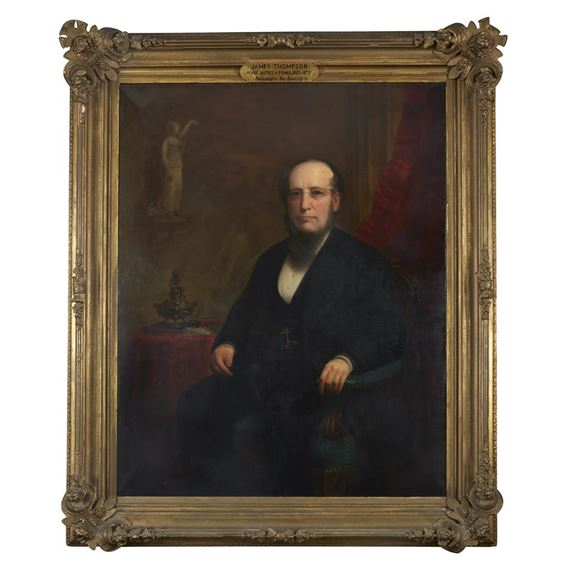
Porträt von James Thompson

James Thompson (* 1. Oktober 1806 in Middlesex, Butler County, Pennsylvania; † 28. Januar 1874 in Philadelphia, Pennsylvania) war ein US-amerikanischer Jurist und Politiker.
Thompson erlernte zunächst das Druckerhandwerk. Im Anschluss studierte er die Rechtswissenschaften, wurde 1829 in die Anwaltskammer aufgenommen und begann danach in Erie zu praktizieren. Er begann seine politische Karriere im Jahr 1832 mit dem Einzug in das Repräsentantenhaus von Pennsylvania, dem er zunächst bis 1834 und dann noch einmal im Jahr 1855 angehörte. 1834 war er der Speaker dieser Parlamentskammer.
Nachdem er 1838 als Delegierter zum Verfassungskonvent von Pennsylvania fungiert hatte, übte er in der Folge das Amt eines vorsitzenden Richters im sechsten Gerichtsbezirk seines Staates aus. Vom 4. März 1845 bis zum 3. März 1851 saß Thompson dann als Demokrat im Repräsentantenhaus der Vereinigten Staaten, wo er unter anderem den Vorsitz im Justizausschuss führte. Im Jahr 1850 verzichtete er auf eine erneute Kandidatur und wandte sich wieder dem Rechtswesen zu. Von 1857 bis 1866 gehörte er dem Supreme Court of Pennsylvania als Beisitzer sowie von 1866 bis 1872 als Oberster Richter Pennsylvanias an. Bis zu seinem Tod praktizierte er dann wieder als selbständiger Anwalt.